# 마리오 보타
마리오 보타(Mario Botta, 1943년 4월 1일~)는 스위스의 건축가이다. 2004년에 대한민국의 리움미술관의 Museum One(M1)을 설계한 것으로 유명하다.

## 생애
마리오 보타는 15세에 중등학교를 중퇴하고 루가노에 있는 카를로니(Carloni)와 카메니쉬(Camenisch)의 건축 회사에서 견습공으로 일했다. 3년 후 그는 학사 학위를 취득하기 위해 밀라노에 있는 미술 대학에 진학했고, 1969년에는 전문 학위를 취득하기 위해 Università Iuav di Venezia에 진학했다. 베니스에 있는 동안 보타는 세계적인 건축가인 카를로 스카르파, 루이스 칸, 르 코르뷔지에를 만나 함께 일했다. 마리오 보타는 1970년 스위스 남부 루가노에서 자신의 건축 작업을 시작했다.

## 경력
마리오 보타는 16세 때 티치노주의 Morbio Superiore에 있는 첫 번째 2가구 주택 건물을 설계했으며 1969년에 Università Iuav di Venezia를 졸업했다. 이 구조물의 공간 배치는 일관되지 않지만 장소와의 관계, 생활 공간과 서비스 공간의 분리, 그리고 깊은 창문은 그의 삭막하고, 강하고, 우뚝 솟은 스타일을 반영한다. 그의 디자인은 강한 기하학적 감각을 포함하는 경향이 있으며 매우 단순한 모양을 기반으로 하면서도 독특한 공간을 만들어낸다. 일반적으로 그의 건축물들은 벽돌로 만들어지지만, 가끔 다양하고 독특한 재료들을 사용하기도 한다.
이러한 그의 트레이드마크 스타일은 스위스의 티치노주 지역과 프랑스 빌뢰르반의 미디어테크(Mediatheque)(1988), 에브리에 위치한 대성당(1995), 샌프란시스코 현대미술관(SFMOMA)(1994)에서도 확인할 수 있다. 그는 또한 독일의 놀이공원인 유로파-파크에 있는 유로파 파크 돔을 설계하기도 했다. 심발리스타 유대교 회당 및 유대인 문화유산 센터(Cymbalista Synagogue 및 Jewish Heritage Center)를 포함한 보타가 설계한 종교적인 건축물들은 Architetture del Sacro: Churches in Stone이라는 제목으로 런던의 영국 왕립 건축가 협회에 전시되었다. 그는 건축 역사가인 주디스 듀프레(Judith Dupré)와의 인터뷰에서 다음과 같이 말하기도 했다. “교회는 건축 양식을 표현하기에 탁월한 장소다. 교회에 들어가는 순간 당신은 이미 그곳에서 발생했거나 앞으로 발생하게 될 일의 일부가 된다. 교회는 신자를 주인공으로 삼는 차원의 집이다. 신성한 것은 집단에 직접적으로 존재한다. 인간은 아무 말을 하지 않더라도 교회에 참여자가 된다.”
1998년에 마리오 보타는 밀라노 인근 비메르카테(Vimercate)의 새로운 버스 정류장을 설계하면서 도시의 근래의 발전을 강조했다. 마리오 보타는 또한 2002년부터 2004년까지 진행된 밀라노의 스칼라 극장 보수 공사에도 참여했다. 그러나 보수 공사 당시 1778년에 지어진 스칼라 극장의 역사적인 부분이 훼손될 우려가 있다는 논란이 있었다.
2004년엔 서울 리움미술관의 Museum One(M1)의 설계를 맡았다. 2006년 1월 1일엔 당시 이탈리아 대통령 카를로 아첼리오 참피로부터 최고 장교상을 받았다. 2006년에는 스위스 아로자의 최초의 스파 시설인 Bergoase Spa를 설계했다. Mario Botta는 2007년 Stock Exchange of Visions 프로젝트에 참여했다. 2012년에는 글로벌 홀심 어워드(Global Holcim Awards) 심사위원으로 활동했으며 2014년에는 스페인의 나바라 대학교(Universidad de Navarra)로부터 하비에르 카르바할(Javier Carvajal) 상을 수상했다.

## 갤러리

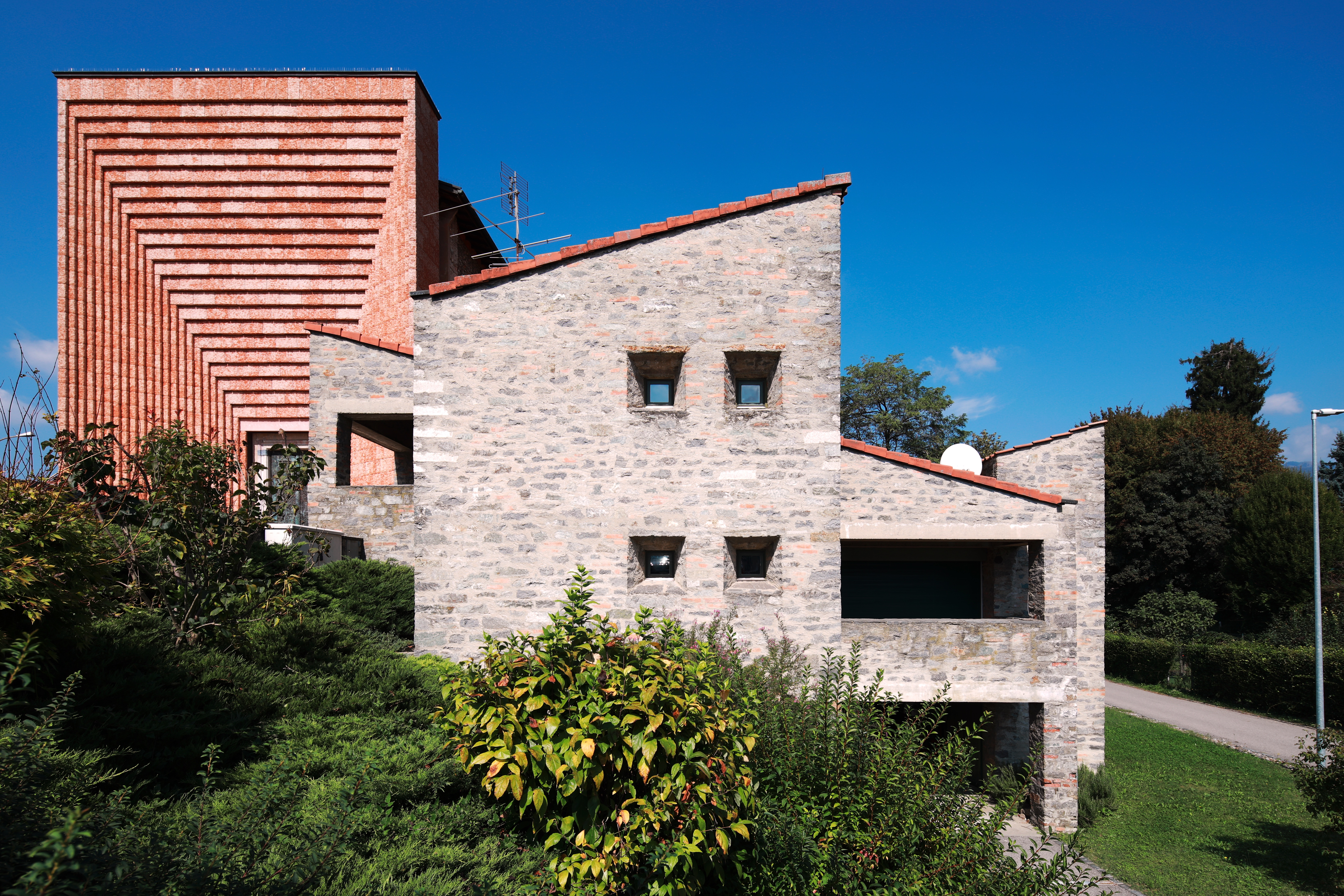
스위스 제네스트레리오에 위치한 마리오 보타의 첫 번째 작품인 사제관 건물 (1961~1963)
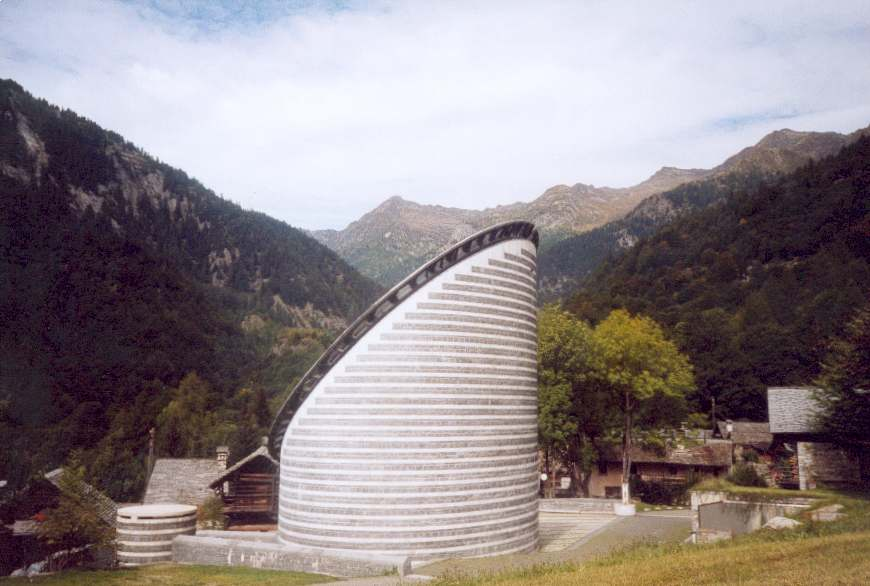
스위스 모그노(Mogno)에 위치한 St. John 침례교회
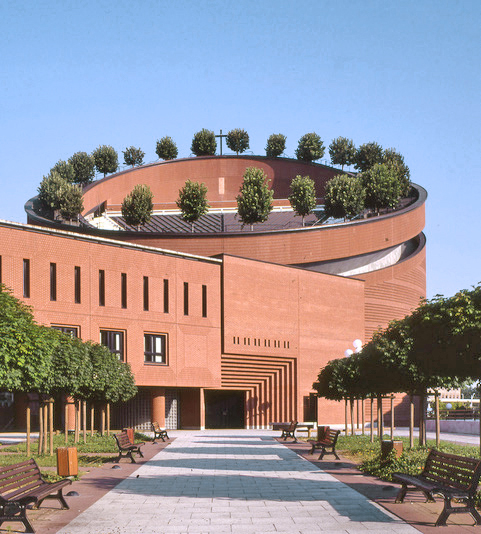
프랑스 에브리에 위치한 에브리 대성당(Évry Cathedral)
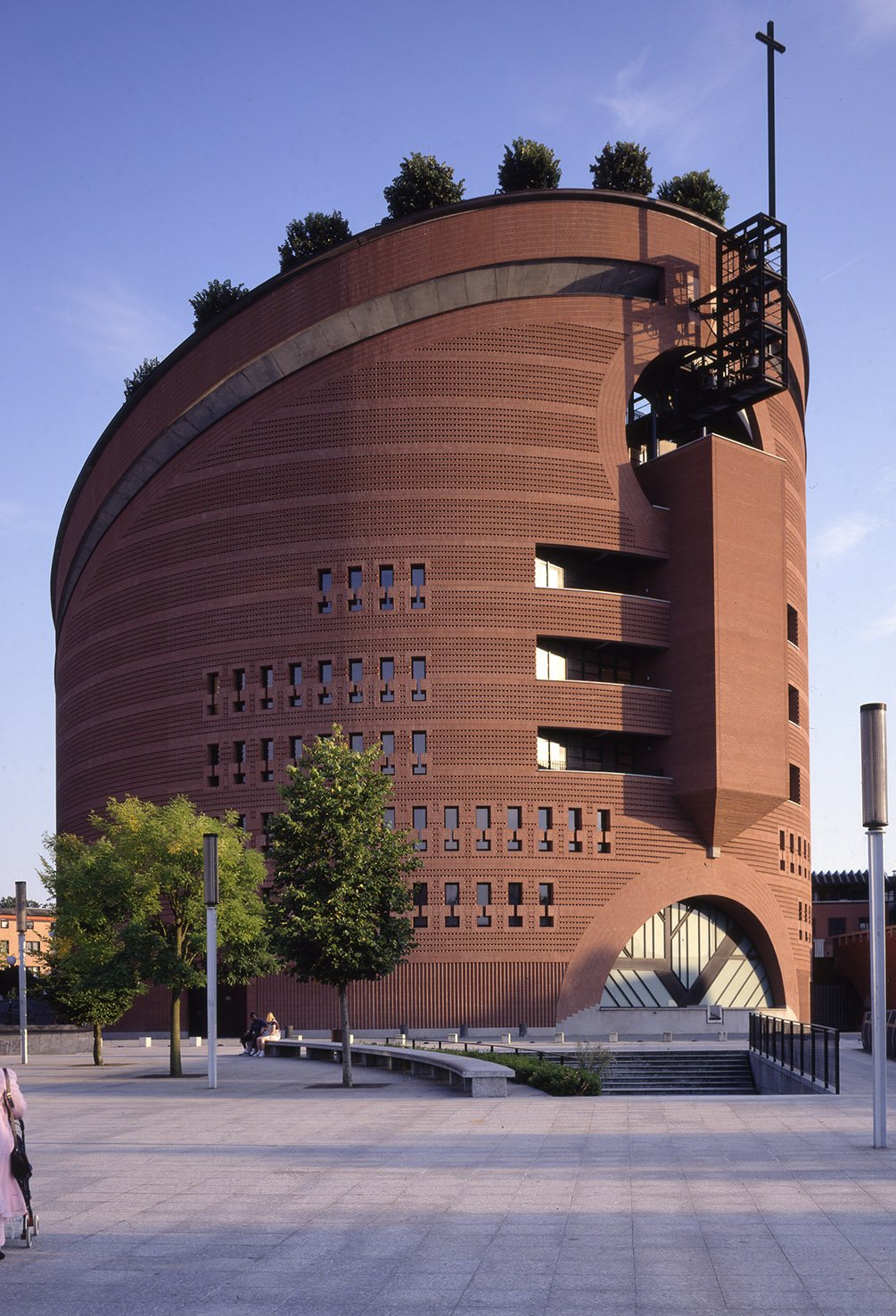
에브리 대성당(Évry Cathedral)
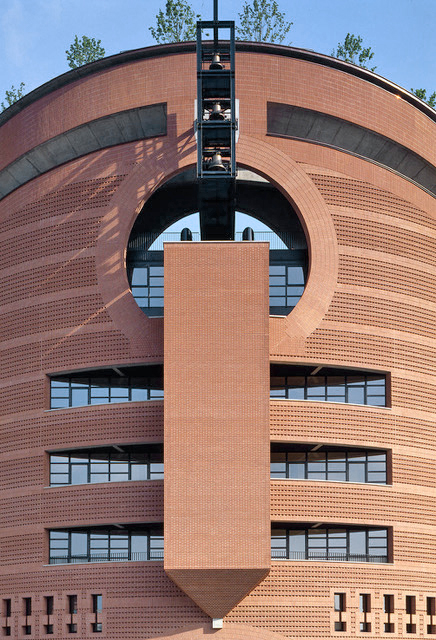
에브리 대성당(Évry Cathedral)
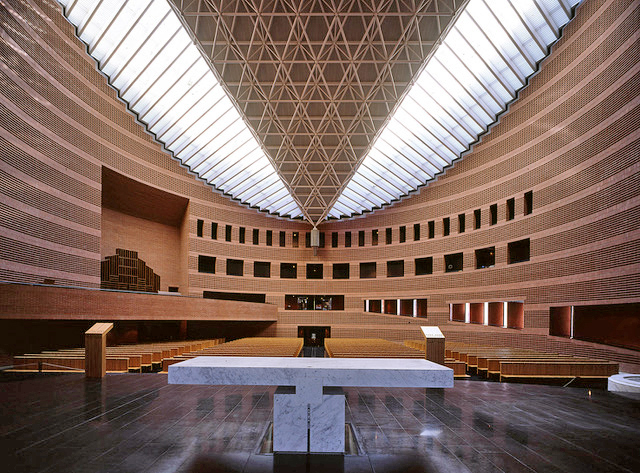
에브리 대성당(Évry Cathedral) 내부 모습
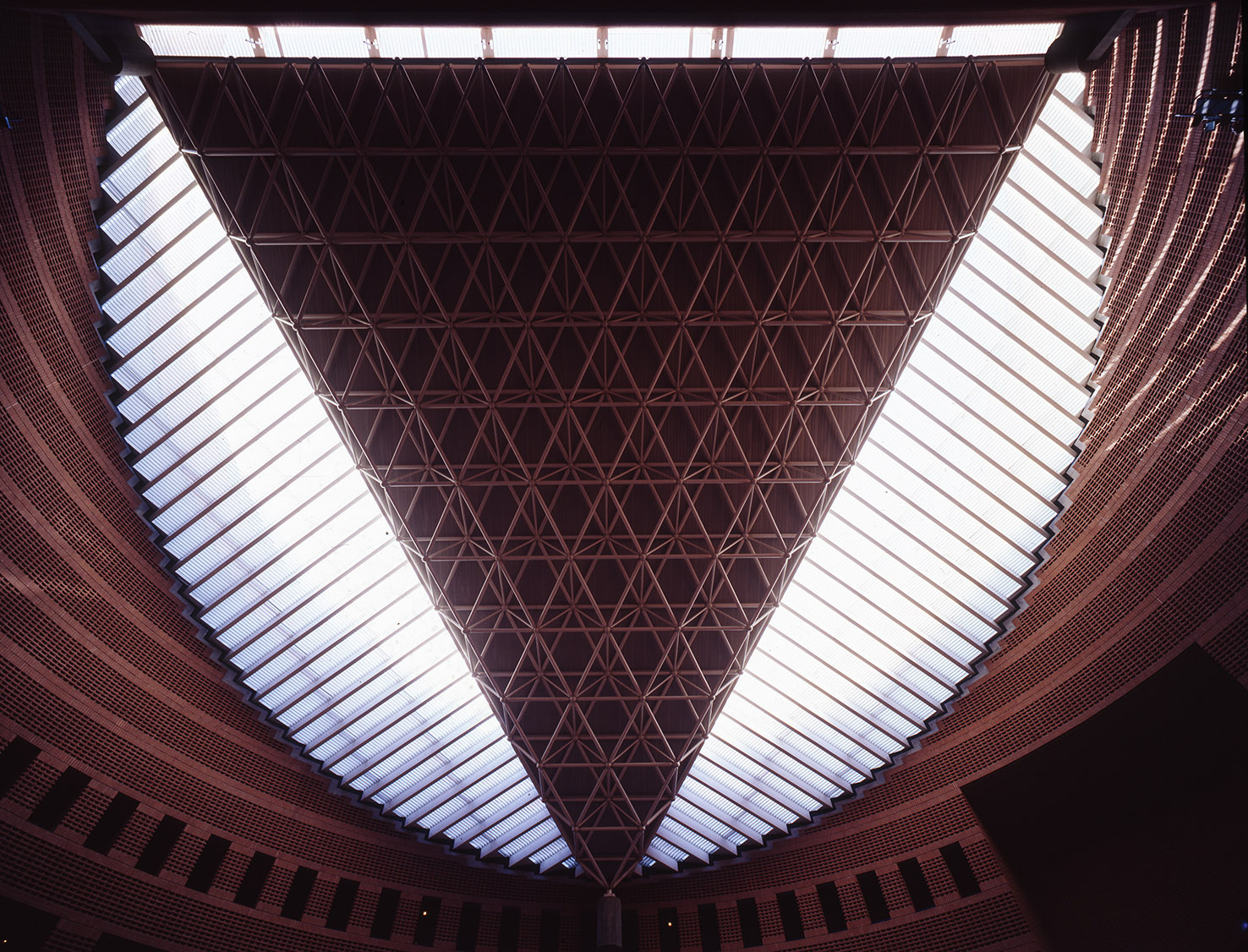
에브리 대성당(Évry Cathedral)의 천장
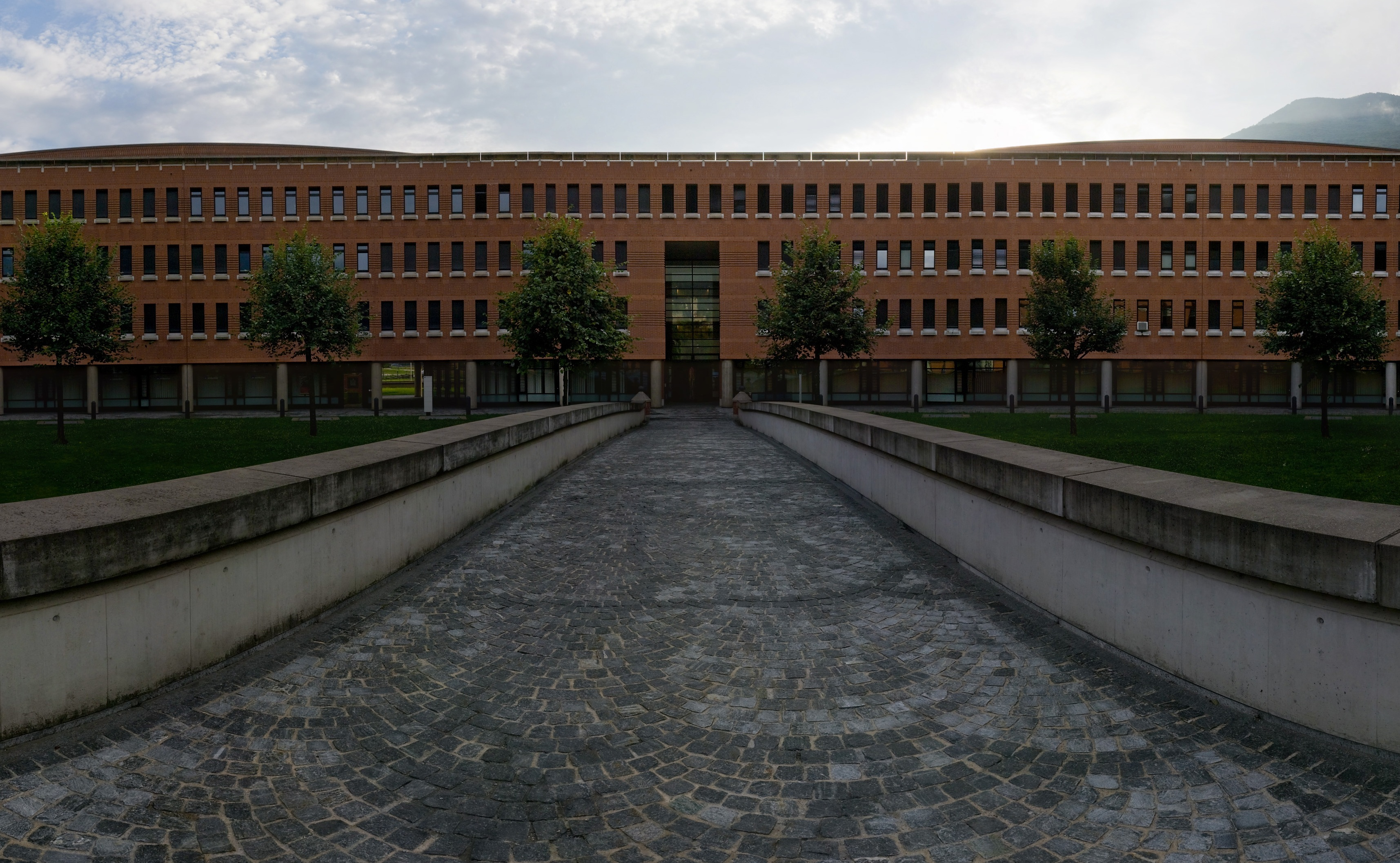
스위스 티치노주 벨린초나에 위치한 스위스컴 본사
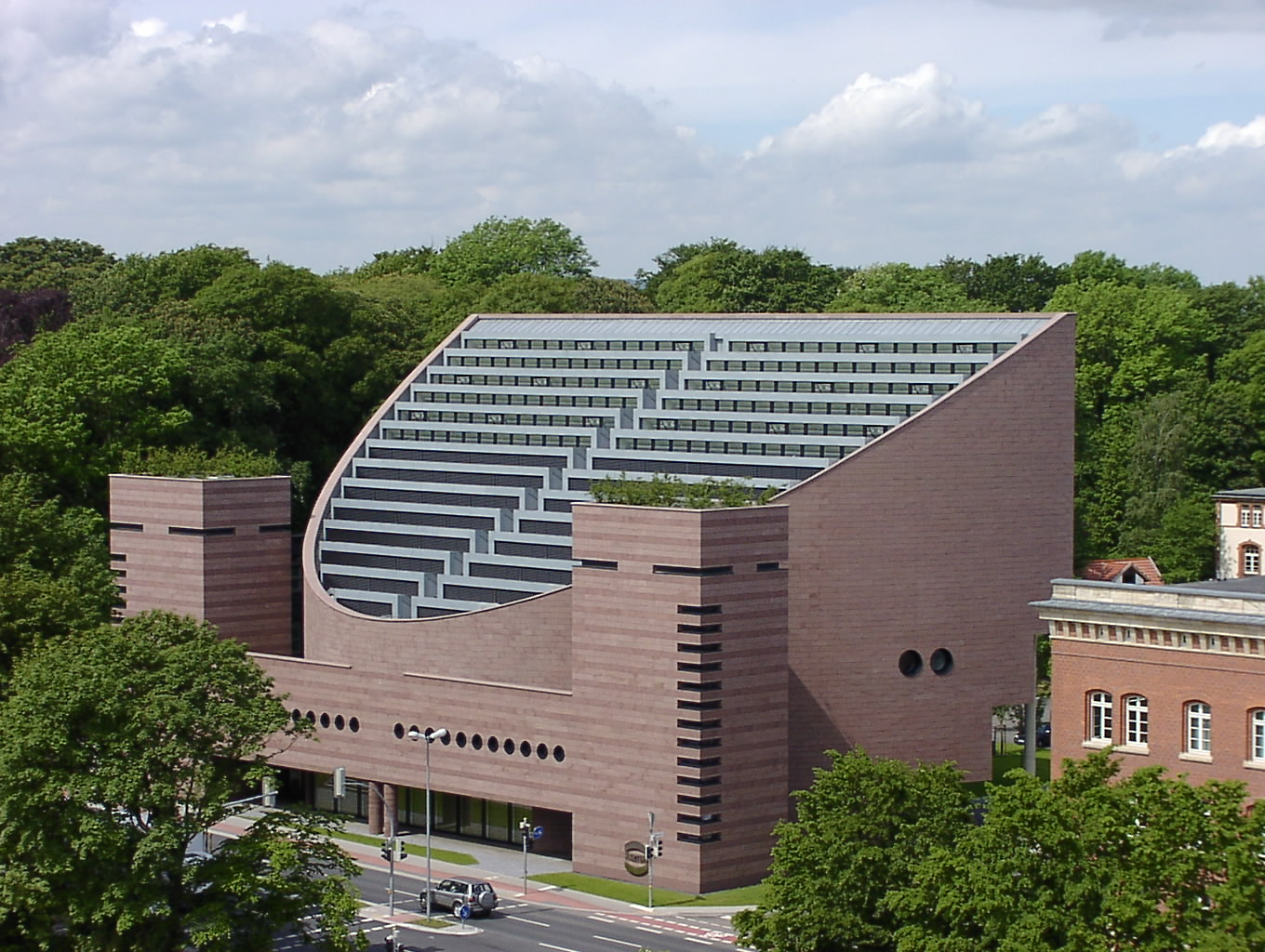
독일 노르트라인베스트팔렌주 민덴에 위치한 Harting Technologiegruppe 본사
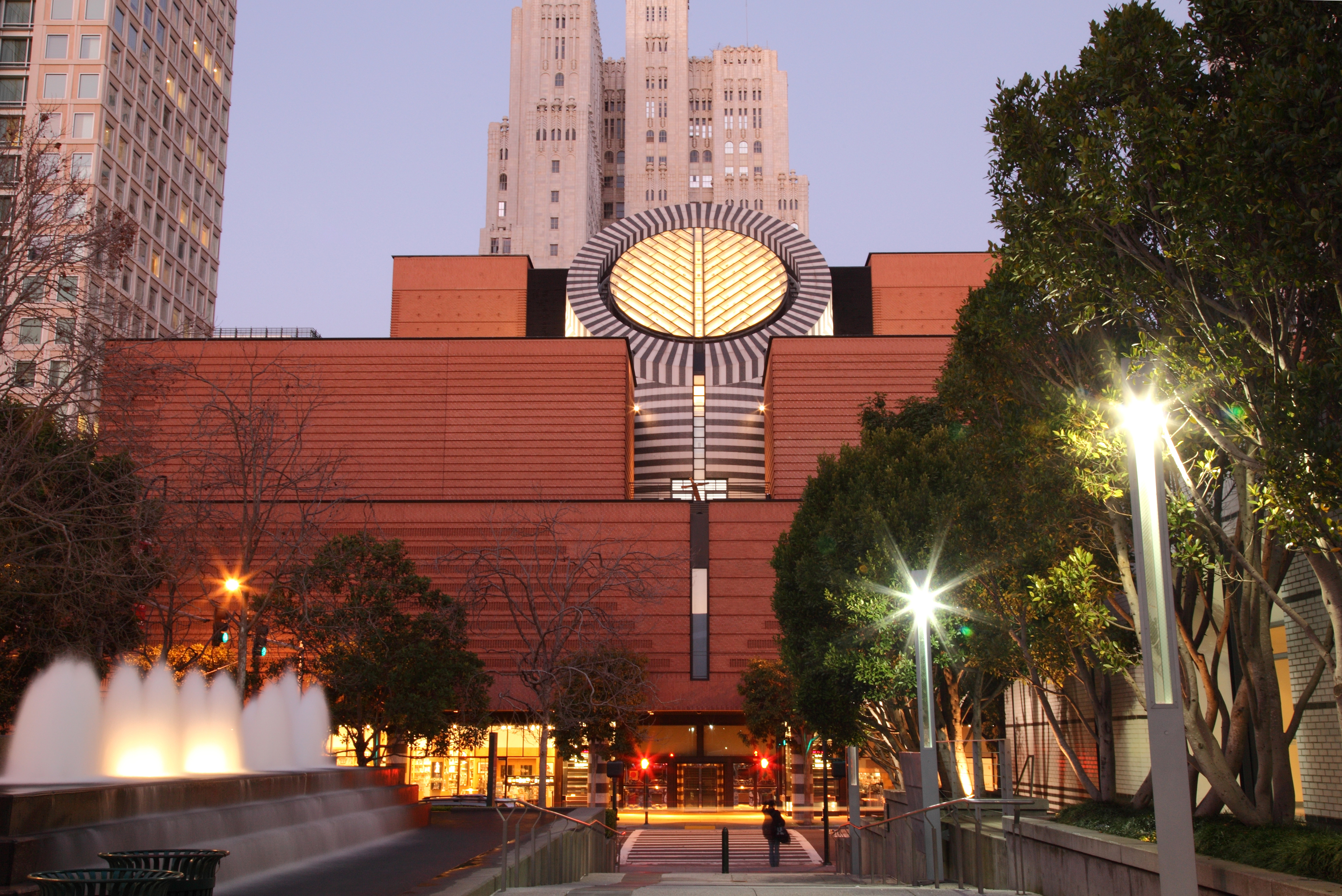
미국 샌프란시스코에 위치한 샌프란시스코 현대미술관
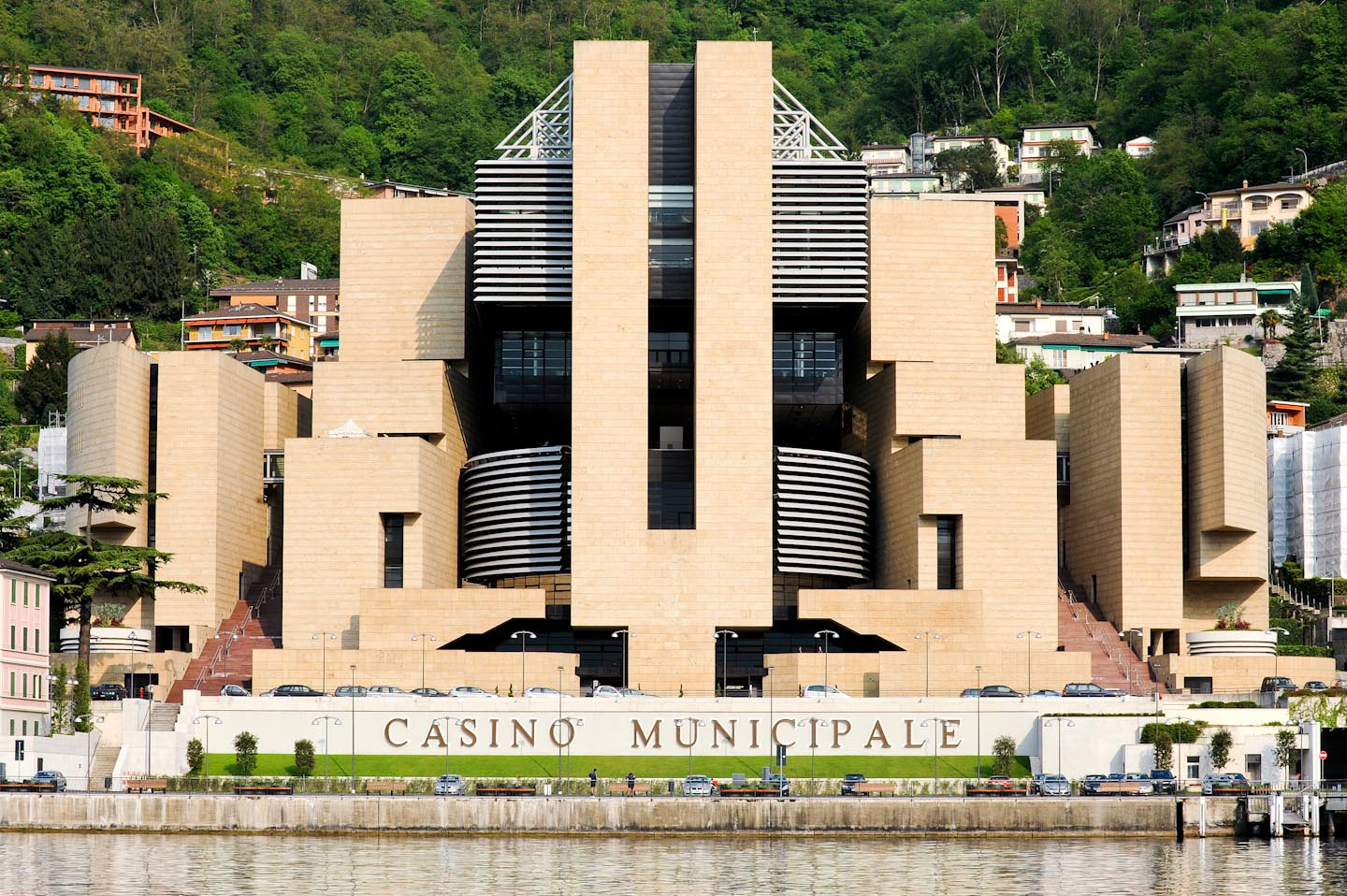
이탈리아 캄피오네디탈리아에 위치한 카지노 디 캄피오네(Casinò di Campione), 2007
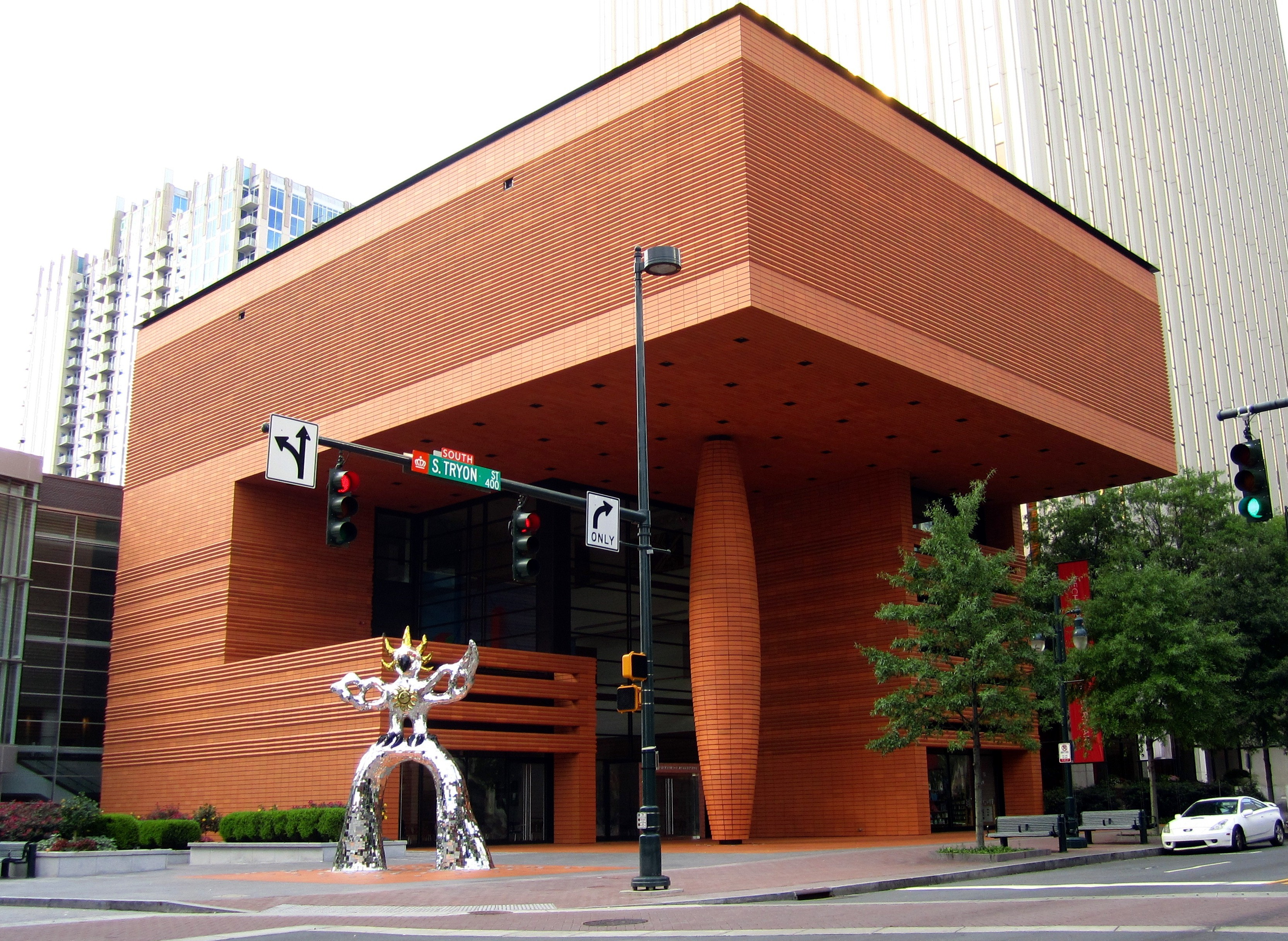
미국 노스캐롤라이나주 샬럿에 위치한 베클러 현대미술관(Bechtler Museum of Modern Art)
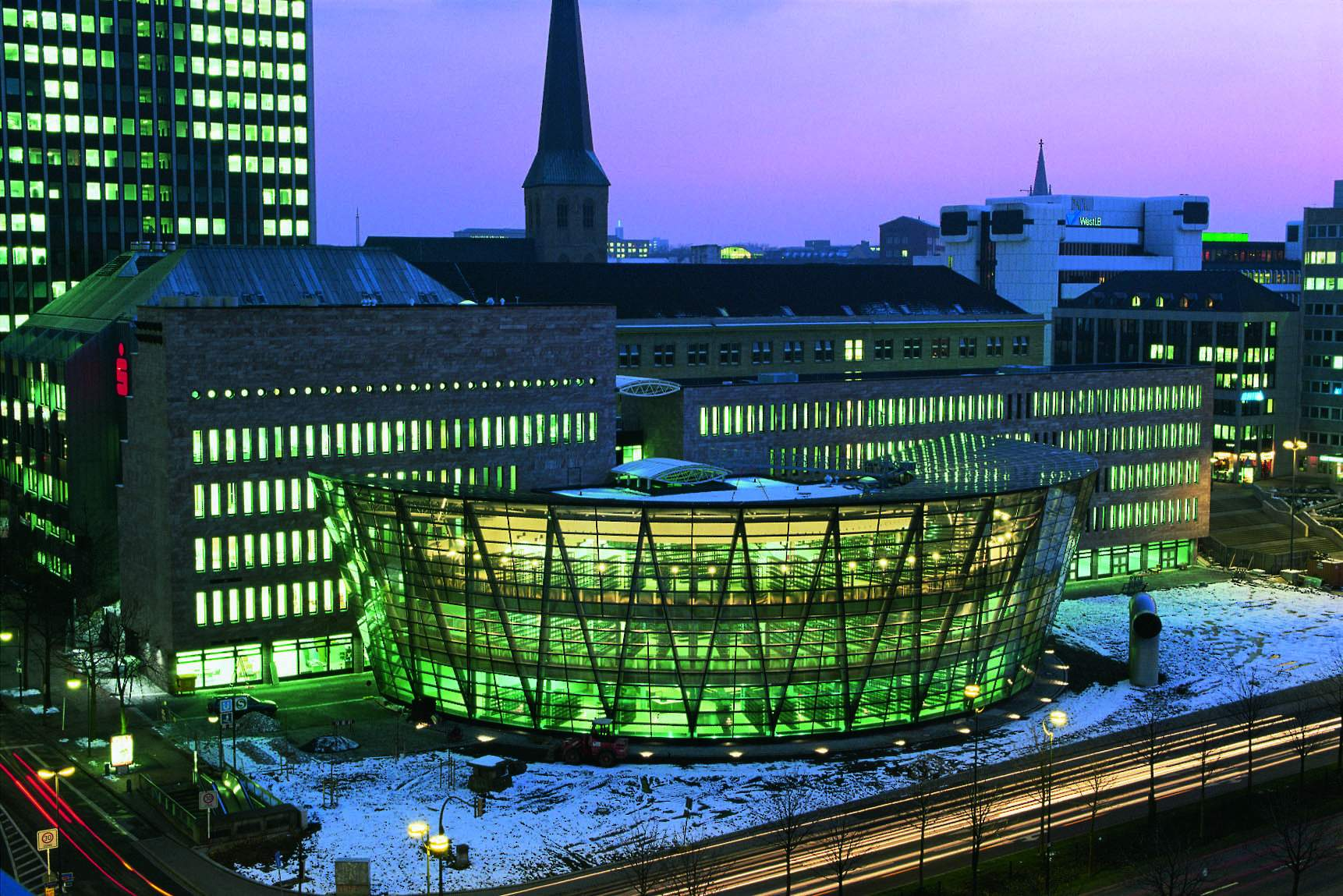
독일 도르트문트에 위치한 도르트문트 시립 도서관
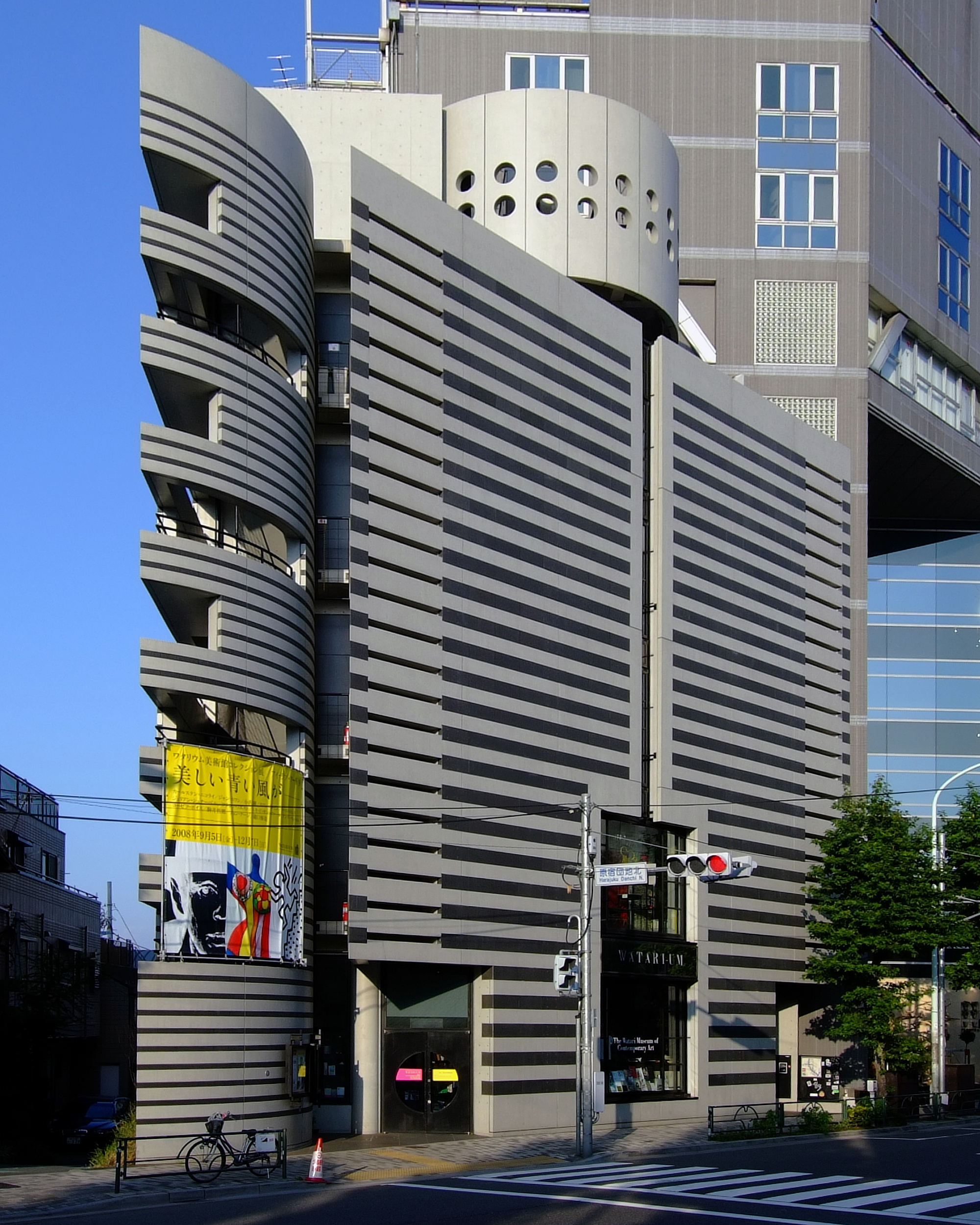
일본 도쿄도 시부야구에 있는 와타리움 미술관(1990)